# MH 10. Dózsa György Tüzérdandár
A Magyar Honvédség 10. Dózsa György Tüzérdandár a Magyar Honvédség tüzérdandárja volt, ami 2001-ben került felszámolásra.

## Története
Az alakulat jogelődje 1951-ben alakult meg, mint MN 30. Áttörő Tüzérhadosztály a frissen átadott ceglédi Dózsa György Laktanyában. 1957-ben a 30. Áttörő Tüzérhadosztályt felszámolták és a két megmaradt tüzérezred Cegléden és Kiskőrösön diszlokált. A ceglédi volt a MN 22. Tüzérezred, a kiskőrösi Petőfi Sándor Laktanyában pedig a MN 10. Tüzérezred.
Az 50-es évek állandó szervezeti változásait követően az 1961-ben megalakult 5. Hadsereg, ami állandóságot hozott az alakulat életébe.
A tüzérség tizenöt éven keresztül egyeduralkodó volt Cegléden. 1966-ban állt fel a 3. Hadtest, ami a hosszabb menetkészültségű gyöngyösi 4. és nyíregyházi 15. Gépkocsizó Lövészhadosztályokat fogta össze.
A tüzérezred a MH 66. Puskás Tivadar Híradó Zászlóaljjal közösen volt Cegléd helyőrség két állandó alakulata.
Az 1987-es RUBIN-feladat megszüntette a hadsereg-hadosztály-ezred struktúrát és helyette a hadsereg-hadtest-dandár szervezet jött létre. Megszűnt kiskunfélegyházi MN 7. Gépesített Lövészhadosztály és a MN 10. Tüzérezredből, illetve a MN 11. Harckocsi Hadosztály közvetlen MN 22. Tüzérezredből létrejött a MN 10. Tüzérdandár, ami a 3. Hadtest közvetlen alakulata lett.
1990-ben vette fel Dózsa György nevét.
A felszámolt kiskőrösi tüzérezredből az 1. ágyútarackos tüzérosztály Kiskőrös helyőrségben maradt 1991-ig, amikor áthelyezték Ceglédre.
A tüzérdandárt 1998-ban felszámolták. A helyőrség utolsó két alakulatát a 3. Gépesített Hadosztályt és a MH 66. Puskás Tivadar Vezetésbiztosító Zászlóaljat 2001. június 30-án felszámolták és a laktanyát végleg bezárták.

## Szervezeti felépítés a felszámoláskor
- Vezető szervek

- Harcbiztosító alegységek
  - Törzstámogató üteg
  - Felderítő üteg (rádió raj, híradó raj, rádiólokátor szakasz 4 darab SZNÁR-10, felderítő szakasz, hangfelderítő szakasz)
  - Híradó század
  - Műszaki század
  - Informatikai központ

- Harcoló alegységek
  - 4 darab ágyútarackos tüzérosztály, osztályonként 1 darab törzsüteg (törzsszakasz, logisztikai szakasz), 2+1 (M szervezet) darab á.tar.üteg (parancsnokság, tűzvezető raj, bemérő raj, lőszer szállító raj, 2 darab tűzszakasz 4+4 löveg)
  - 1 darab sorozatvető osztály, osztályonként 1 darab törzsüteg (törzsszakasz, logisztikai szakasz), 2 darab sv.üteg (parancsnokság, tűzvezető raj, bemérő raj, lőszer szállító raj, 2 darab tűzszakasz 4+4 harci gép)

- Harckiszolgáló alegységek
  - Logisztikai zászlóalj
  - Műveleti központ
  - Egészségügyi központ

- Helyőrségtámogató alegységek

## Egyéb források
- Balla Tibor-Csikány Tamás-Gulyás Géza-Horváth Csaba-Kovács Vilmos: A magyar tüzérség 100 éve, 1913-2013, Budapest Zrínyi Kiadó, 2014, ISBN 978 963 327 602 0